# Liste des phares de Nouvelle-Zélande

Nouvelle-Zélande

Liste des phares de Nouvelle-Zélande : La Nouvelle-Zélande comprend deux grandes îles, avec de nombreuses petites îles.
Les aides à la navigation sont gérées par la Maritime New Zealand (en) , autorité de sécurité maritime nationale chargée de protéger le transport maritime et l'environnement marin en Nouvelle-Zélande et de maintenir la sûreté et la sécurité.
Tous ces phares sont entièrement automatisés et contrôlés par une salle de contrôle centrale à Wellington. Les phares portuaires sont plutôt exploités par les autorités portuaires locales. Il y a aussi plusieurs phares déclassés qui ne sont pas énumérés.
L'organisme Heritage New Zealand  agit pour préserver plusieurs phares après leur désactivation.(suivi de *).
Plusieurs des premiers phares de Nouvelle-Zélande ont été conçus par l'ingénieur naval James Balfour et son successeur John Blackett.

## Île du Nord

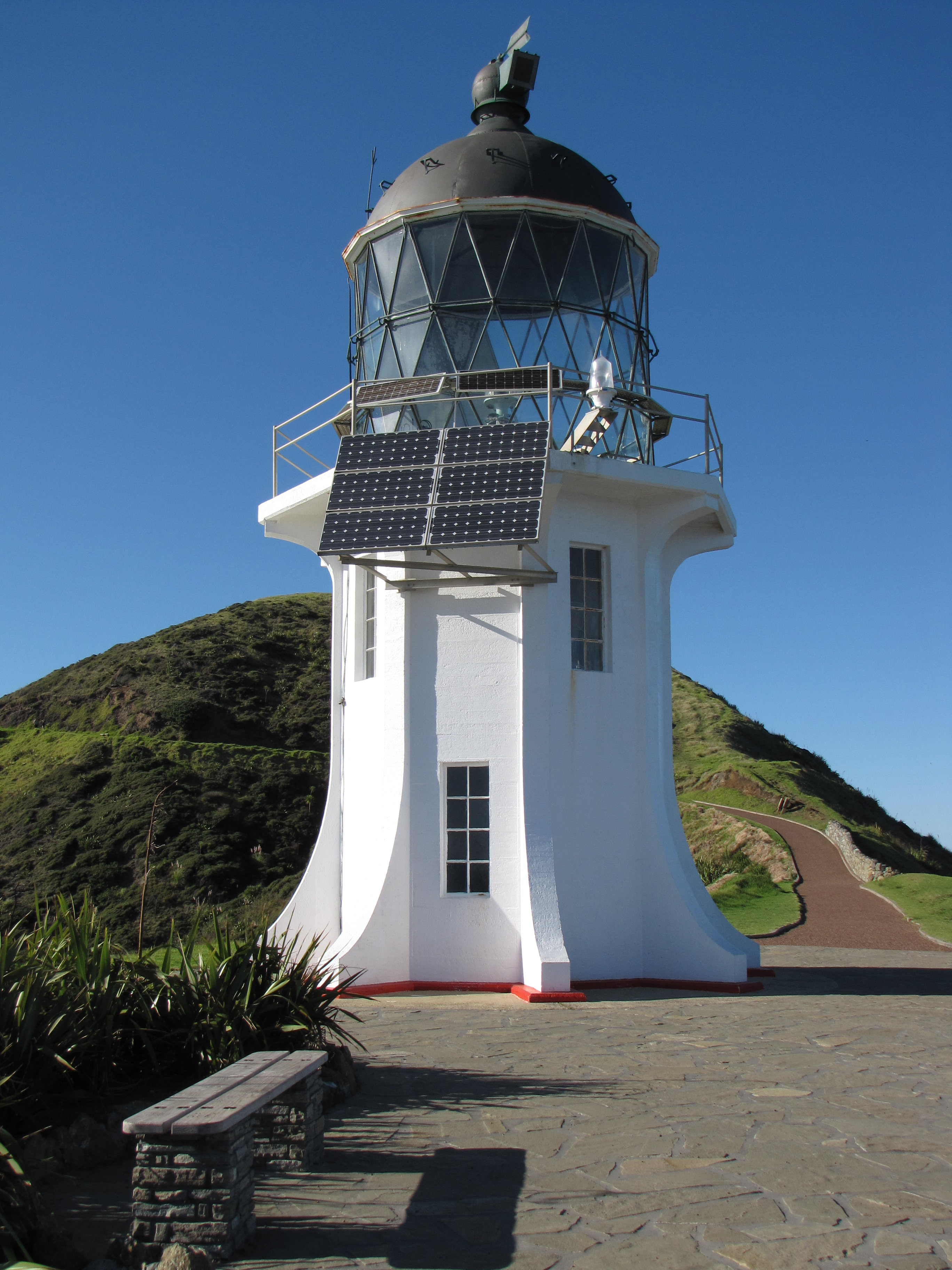
Cap Reinga

| - Phare de Kaipara North Head * - Phare du cap Maria van Diemen * - Phare du cap Reinga - Phare du cap Brett (Inactif) * - Phare des îles Mokohinau - Phare de Tiritiri Matangi * - Phare de Rangitoto - Phare de Bean Rock * - Phare de l'île Cuvier - Phare de l'île Slipper | - Phare d'East Cape - Phare de Wairoa (Inactif) * - Phare de Castle Point - Phare du cap Palliser - Phare de Baring Head - Phare de Pencarrow (secteur) - Phare de Pencarrow Head (Inactif) * - Phare de l'île Matiu/Somes - Phare du cap Egmont * |

| Name                      | Coordinates                   | année d'achèvement | hauteur de la tour | Statut         |
| ------------------------- | ----------------------------- | ------------------ | ------------------ | -------------- |
| Phare de Baring Head      | 41° 25′ S, 174° 52′ E         | 1935               | 12m                | Active         |
| Phare du cap Brett        | 35° 10′ S, 174° 20′ E         | 1910               | 13m                | hors service   |
| Phare de Bean Rock        | 36° 50′ S, 174° 50′ E         | 1871               | 15                 | Active         |
| Phare du cap Egmont       | 39° 17′ S, 173° 45′ E         | 1881               | 20m                | Active         |
| Phare du cap Palliser     | 41° 37′ S, 175° 17′ E         | 1897               | 18m                | Active         |
| Phare du cap Reinga       | 34° 26′ S, 172° 41′ E         | 1941               | 10m                | Active         |
| Phare de Castle Point     | 40° 54′ S, 176° 14′ E         | 1913               | 23m                | Active         |
| Phare de l'île Cuvier     | 36° 26′ S, 175° 47′ E         | 1889               | 15m                | Active         |
| Phare d'East Cape         | 37° 41′ S, 178° 33′ E         | 1900               | 14m                | Active         |
| Phare des îles Mokohinau  | 35° 54′ S, 175° 07′ E         | 1883               | 14m                | Active         |
| Phare de Pencarrow        | 41° 21′ S, 174° 51′ E         | 1859               | 11.5m              | Decommissioned |
| Phare de Rangitoto        | 36° 46′ 54″ S, 174° 49′ 20″ E | 1905               | 21m                | Active         |
| Phare de Tiritiri Matangi | 36° 36′ S, 174° 54′ E         | 1865               | 20m                | Active         |

## Île du Sud

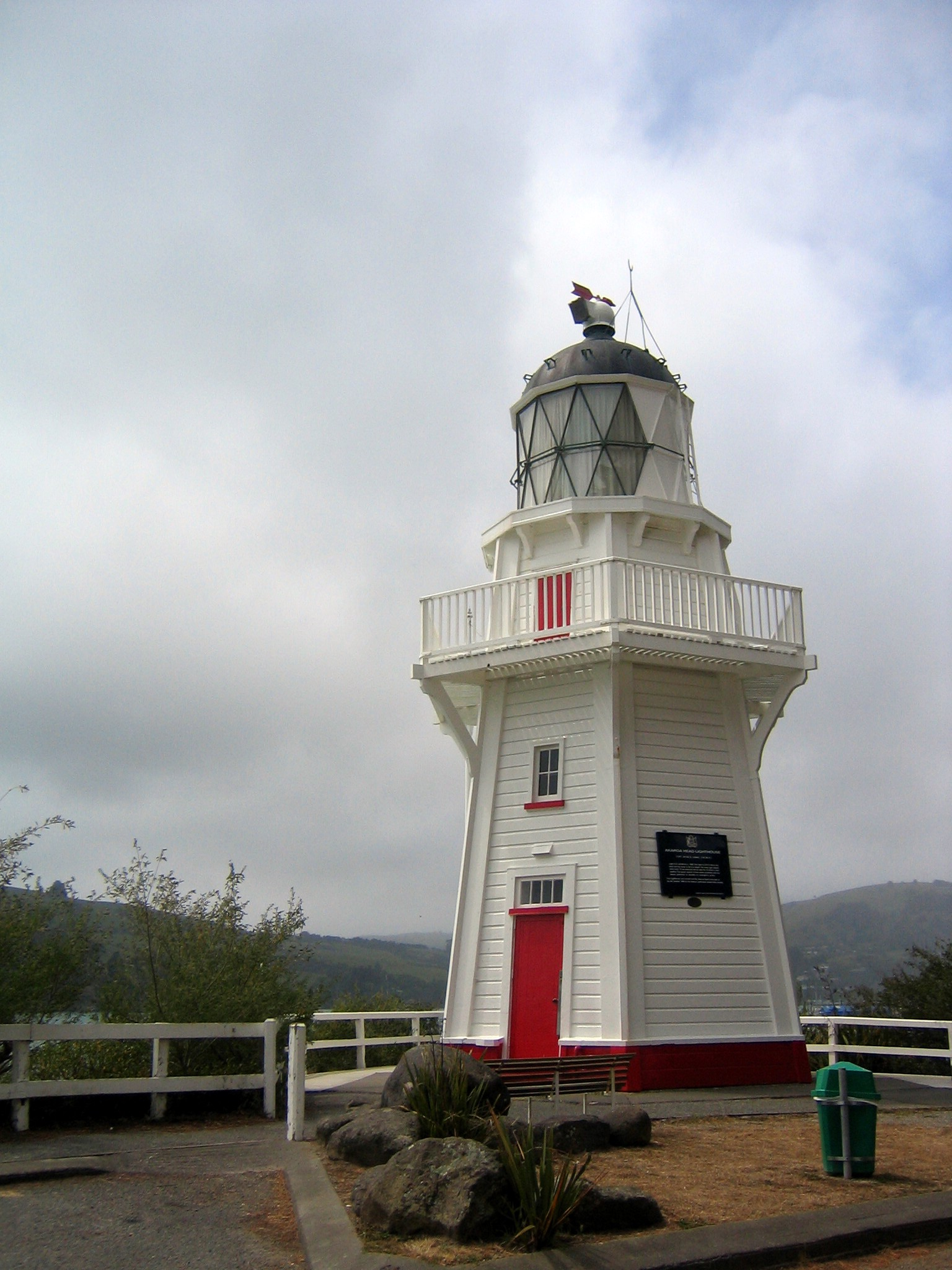
Akaroa

| - Phare de Farewell Spit - Phare de Boulder Bank (Inactif) * - Phares de French Pass - Phare de l'île Stephens - Phare de Brothers Island - Phare du cap Campbell - Phare d'Akaroa * - Phare de Blackett (Inactif) * - Phare de Tuhawaiki Point | - Phare de Katiki Point - Phare de Taiaroa Head * - Phare de Nugget Point - Phare de la pointe Waipapa * - Phare de Dog Island * - Phare de Raratoka - Phare de Puysegur Point - Phare du cap Foulwind * - Phare de Kahurangi Point |

| Nom                        | Coordonnées           | année d'achèvement | hauteur de la tour | Statut |
| -------------------------- | --------------------- | ------------------ | ------------------ | ------ |
| Phare de Brothers Island   | 41° 06′ S, 174° 26′ E | 1877               | 12m                | Active |
| Phares de French Pass      | 40° 55′ S, 173° 50′ E | 1884               | 3m                 | Active |
| Phare de l'île Stephens    | 40° 40′ S, 174° 00′ E | 1894               | 15m                | Active |
| Phare de Farewell Spit     | 40° 33′ S, 173° 00′ E | 1870               | 27m                | Active |
| Phare de Kahurangi Point   | 40° 47′ S, 172° 13′ E | 1903               | 18m                | Active |
| Phare du cap Campbell      | 41° 44′ S, 174° 17′ E | 1870               | 22m                | Active |
| Phare du cap Foulwind      | 41° 45′ S, 171° 28′ E | 1876               | 9m                 | Active |
| Phare de Tuhawaiki Point   | 44° 27′ S, 171° 16′ E | 1904               | 9m                 | Active |
| Phare de Taiaroa Head      | 45° 46′ S, 170° 44′ E | 1865               | 12m                | Active |
| Phare de Katiki Point      | 45° 24′ S, 170° 52′ E | 1878               | 8m                 | Active |
| Phare de Nugget Point      | 46° 27′ S, 169° 49′ E | 1870               | 9.4m               | Active |
| Phare de la pointe Waipapa | 46° 40′ S, 168° 51′ E | 1884               | 13m                | Active |
| Phare de Dog Island        | 46° 39′ S, 168° 25′ E | 1865               | 37m                | Active |
| Centre Island              | 46° 28′ S, 167° 51′ E | 1878               | 12m                | Active |
| Phare de Puysegur Point    | 46° 10′ S, 166° 36′ E | 1879               | 5m                 | Active |